# اتحادیه اسلامکاتی
اتحادیه اسلامکاتی (به لاتین: Islamkati Union) یک منطقهٔ مسکونی در بنگلادش است که در Tala Upazila واقع شده‌است.